# إلغاتو
إلغاتو (بالإنجليزية: Elgato) هي علامة تجارية لمنتجات التكنولوجيا الاستهلاكية. تم تصنيع العلامة التجارية وتصميمها بواسطة إلغاتو سيستم (بالإنجليزية: Elgato Systems)، التي أسسها ماركوس فيست في عام 2010 ويقع مقرها الرئيسي في ميونخ، ألمانيا، حتى عام 2018 عندما تم بيع العلامة التجارية لشركة كورسير.

## التاريخ
كانت العلامة التجارية إلغاتو في السابق علامة تجارية لشركة إلغاتو سيستم. تم استخدام العلامة التجارية إلغاتو للإشارة إلى أجهزة الألعاب والصاعقة في الشركة وكان يُطلق عليها عادةً اسم إلغاتو غايمينع (بالإنجليزية: Elgato Gaming). في 28 يونيو 2018، استحوذت شركة كورسير على علامة إلغاتو التجارية من إلغاتو سيستم، بينما احتفظت إلغاتو سيستم بقسم المنزل الذكي وأعادت تسمية الشركة إلى إيف سيستم (بالإنجليزية: Eve Systems).

## المنتوجات

### ثندربولت دوك
قدم إلغاتو محطة إرساء ثندربولت في يونيو 2014. تم توصيل جهاز كمبيوتر باستخدام منفذ ثندربولت من أجل الوصول إلى منافذ يو إس بي الثلاثة، منافذ الصوت، واجهة متعددة الوسائط عالية الوضوح وإيثرنت. يتم استخدامه عادةً لتوصيل جهاز ماك بوك بإعداد مكتب (طابعة، شاشة ولوحة مفاتيح) أو لتوفير منافذ إضافية غير متوفرة في ماك بوك آير. ذكرت مراجعة على أنها كانت مضغوطة ومفيدة، لكن مستخدمي ويندوز يجب أن يفكروا في إرساء يو إس بي 3.0. اختلف السجل وسي نت حول ما إذا كان سعرها تنافسيًا. أعطته التقييمات في تك رادار و 4 ماك وورلد من 5 نجوم.

### ثندربولت آس آس دي
قدمت إلغاتو اثنين من محركات الأقراص الصلبة الخارجية فاير واير في سبتمبر 2012 تسمى ثندربولت درايف. قالت الاختبارات المعيارية التي أجراها كل من ماك وورلد وأجهزة توم أن محرك الأقراص الثابتة كان أبطأ من المنتجات الأخرى التي تم اختبارها، على الرغم من اتصاله عبر منفذ ثندربولت أسرع، بدلاً من فاير واير. في العام التالي في 2013، استبدلهم إلغاتو بمحركات أقراص مماثلة تم تحديدها باسم «ثندربولت درايف بلس»، والتي أضافت دعم يو أس بي وزُعم أنها أسرع من التكرار السابق. أعطته مراجعة سي نت لمحرك ثندربولت درايف بلس 4.5 من تصنيف 5 نجوم. وقالت إن محرك الأقراص كان «سريعًا للغاية» و «أكثر محركات الأقراص المحمولة حتى الآن» ولكنه كان مكلفًا أيضًا. أوضح مقال أن محركات الأقراص الأصلية التي تم تقديمها في عام 2012 لم تحقق أداءً جيدًا في الاختبارات المعيارية، ولكن الإصدار الأحدث «بلس» كان له نتائج سرعة مذهلة أثناء الاختبار.

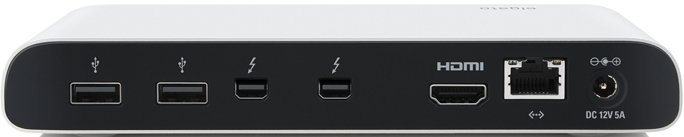
منظر خلفي لرسو إلغاتو ثندربولت يوضح المنافذ المتاحة
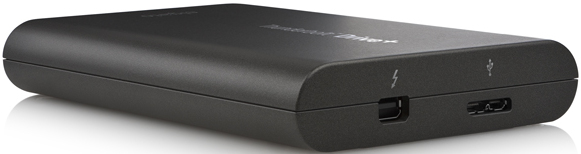
محركإلغاتو ثندربولت بلس

## وصلات خارجية
- الموقع الرسمي